# Det moderna livets målare
Det moderna livets målare (originalets titel: La peintre de la vie moderne) är en essä av Charles Baudelaire, ursprungligen publicerad som följetong i Le Figaro 1863. Essän behandlar målaren och tecknaren Constantin Guys konstnärskap. En svensk översättning av Lars Holger Holm kom ut på Leo förlag 2005.